# Arroyo de la Albarrega
Arroyo de la Albarrega är ett vattendrag i Spanien.   Det ligger i provinsen Provincia de Badajoz och regionen Extremadura, i den centrala delen av landet, 280 km sydväst om huvudstaden Madrid.